# トガサワラ属
トガサワラ属（トガサワラぞく、学名：Pseudotsuga）は、マツ科の針葉樹の分類群の1つ。日本にはトガサワラのみが分布する。

## 特徴
常緑性の針葉樹。高木になり、特に北アメリカのアメリカトガサワラは高さ100m、直径5mにも達し、世界最高の木の1つにあげられる。葉は細長いが扁平で、表面は主脈に沿ってくぼみ、裏面は主脈の両側に白っぽい気孔帯がある。葉は茎に螺旋状につくが、やや2列になり、また茎に葉枕が発達しない。
雌雄同株で、球果は成熟すると下を向く。また丸い種子鱗片の先まで苞鱗片が伸び出し、その先端が三裂して尖る。種子散布は鱗片の間が開いて行われ、球果の鱗片は脱落しない。種子には翼がある。
また、マツ科の植物の花粉には気嚢（空気を受ける袋）があるのが普通であるが、トガサワラ属のものではそれがない。

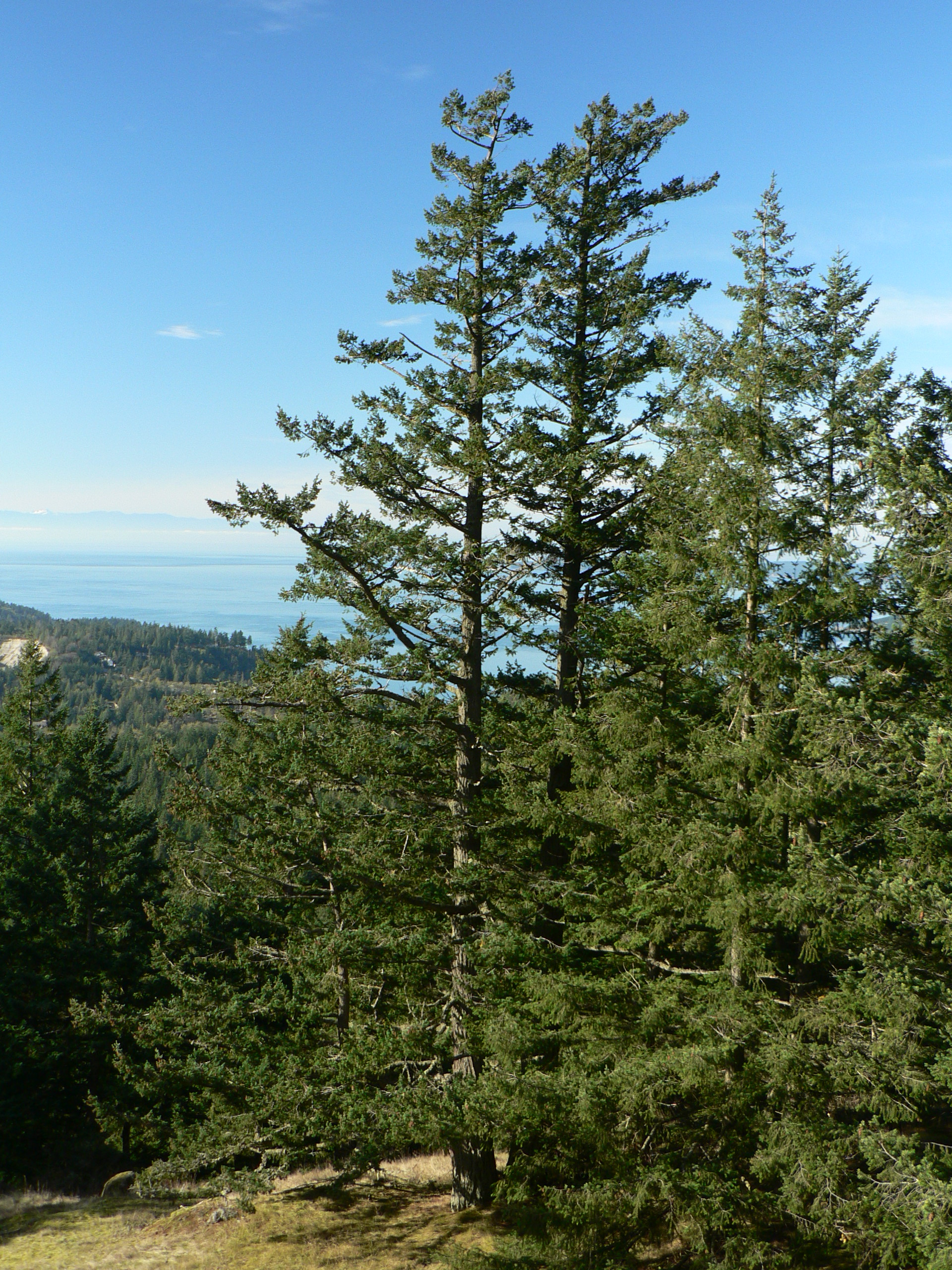
ベイマツの樹形

## 分布
北アメリカとアジア東部に分布する。第三紀の化石がヨーロッパから見つかっている。

## 分類
ツガ属やトウヒ属のものに似ているが、これらの群では枝に葉枕を持つこと、また球果では苞鱗片が種子鱗片を超えて出てこない点などが異なる。またモミ属では球果の鱗片がはずれる点で異なっている。
分類学的にはカラマツ属 Lalix 、ギンサン属 Cathaya と共にカラマツ亜科とする説もあるが、モミ亜科とするのが普通。
世界で4種が知られ、日本にはトガサワラのみが分布する。日本では化石としては他の種も見つかっており、現在の分布域がきわめて小さいことから、遺存種の群と見られがちだが、北アメリカのベイマツは分布域もその量も多く、戦前にはその材が日本に多く輸入された。
下記にトガサワラ属の種を示す
- Pseudotsuga japonica トガサワラ - 日本固有種。
- Pseudotsuga macrocarpa - 北アメリカ西海岸に分布。
- Pseudotsuga menziesii ベイマツ（アメリカトガサワラ・ダグラスファー） - 北アメリカ西海岸に分布。
  - var. grauca
- Pseudotsuga sinensis シナトガサワラ - 中国に分布。複数亜種を含む。
  - var. brevifolia
  - var. grussenii
  - var. wilsoniana (Syn. Pseudotsuga wilsoniana) タイワントガサワラ - 台湾に分布。

## 画像
トガサワラ属
- トガサワラ
- ベイマツ
- トガサワラの若枝・裏面

近縁属
- モミ属 （ノーブルモミ Abies procera）
- トウヒ属（ドイツトウヒ）
- ツガ属（アメリカツガ）